# Сулу (море)
Су́лу (устар. Сулуское; таг. Dagat Sulu, малайск. Laut Sulu) — межостровное море Тихого океана, ограниченное с запада, севера и востока островами Филиппин, а с юга — северо-восточным побережьем малайзийского штата Сабах на острове Калимантан.

## География и гидрография

Карта Филиппин. Море Сулу слева снизу, красным обозначены острова Палаван и Бусуанга

Длина моря с севера на юг около 490 миль (790 км), с запада на восток — 375 миль (600 км). Площадь акватории составляет от 260 тыс. км² согласно Британской энциклопедии до 335 тыс. км² согласно Большой российской энциклопедии. Общие очертания моря задаются филиппинскими островами Палаван на западе, Миндоро на севере, Панай, Негрос и Минданао на востоке и северо-восточным побережьем штата Сабах (Малайзия, остров Калимантан) на юге. Международная гидрографическая организация в начале XXI века определяет границы моря следующим образом:
- На севере — по прямой линии, идущей на северо-запад от мыса Кабули (северо-восточная оконечность острова Палаван) до южной оконечности острова Кабули; вдоль восточного побережья острова Кабули до его северной оконечности; линии морем на северо-восток до северо-западной оконечности острова Бусуанга; морем на северо-восток до мыса Калавите (северо-западной оконечности острова Миндоро); на юго-восток вдоль западного побережья Миндоро до мыса Бурункан (южной оконечности острова); морем на юго-восток до мыса Тунгао (северной оконечности острова Семирара); вдоль западного и южного побережья Семирары до её юго-восточной оконечности — мыса Пасаль; морем на юго-восток до мыса Тикмод (северной оконечности острова Сибатон); морем на юго-восток до мыса Насог на северо-восточном побережье Паная.
- На востоке — от мыса Насог на юг, а затем на северо-восток вдоль западного и южного побережья Паная до мыса Тагбак на его юго-восточном побережье; морем на юго-восток до мыса Донгон (северо-восточной оконечности острова Тагубанхан); на юг вдоль западного побережья Тагубанхана до его южной оконечности; морем на юго-восток до мыса Илакаон (северной оконечности Негроса); на юг вдоль западного побережья Негроса до его южной оконечности — мыса Сиатон; морем на юго-восток до мыса Таголо (северо-западной оконечности Минданао); на юго-запад вдоль западного побережья Минданао до его юго-западной оконечности — мыса Марики; морем на юг до мыса Батупаре (северной оконечности острова Басилан); на юг вдоль западного побережья Басилана до его южной оконечности — мыса Мангаль.
- На юге — от мыса Мангаль морем на юго-запад до северной оконечности острова Битинан; на юго-запад вдоль западного побережья Битинана до его южной оконечности; морем на юго-запад до северо-восточной оконечности острова Капуаль; на юго-запад вдоль западного побережья Капуаля до его южной оконечности; морем на юго-запад до северо-восточной оконечности острова Холо; на запад, а затем на восток вдоль северного и южного побережья Холо до мыса Путик на его южном побережье; морем на юго-запад до мыса Каумпанг (северной оконечности острова Тапуль); на юго-запад вдоль западного побережья Тапуля до его южной оконечности; морем на юго-запад до восточной оконечности острова Лугус; на юго-запад вдоль западного побережья Лугуса до его юго-восточной оконечности — мыса Болипонгпонг; морем на юго-запад до острова Какатан; морем на юго-запад до мыса Тонгехатан на северном побережье острова Тави-Тави; на юго-запад вдоль северо-западного побережья Тави-Тави до мыса Кармен на его западном побережье; морем на север до восточной оконечности острова Санга-Санга; на северо-запад, а затем на юго-запад вдоль западного берега Санга-Санга до его южной оконечности — мыса Синабон; морем на юго-запад до мыса Дила (северной оконечности острова Бонгао); на юго-запад вдоль западного побережья Бонгао до его южной оконечности — мыса Тампат; морем на юго-запад до северной оконечности острова Сибуту; морем на северо-запад до устья реки Танджунг-Лабиан на восточном побережье Сабаха; на северо-запад вдоль побережья Сабаха до его северной оконечности Танджонг-Семпанг-Мангаян.
- На западе — от Танджонг-Семпанг-Мангаян морем на северо-восток вдоль подводных отмелей к западу от острова Балабак и западной стороны рифов Секам до северо-западной оконечности острова Банкалан; морем на северо-восток до мыса Булилуян (юго-западной оконечности Палавана); на северо-восток вдоль восточного побережья Палавана до мыса Кабули.

Морское ложе образует блок, опущенный по сбросу, максимальная глубина достигает 5576 м. Значительную часть рельефа дна, за исключением северо-восточной части моря, занимает шельф. Материковый склон преимущественно пологий, с увеличением глубин с северо-запада на юго-восток. С северо-востока на юго-запад море пересекает разлом, контуры которого прослеживаются по положению группы вулканических островов Мапун, коралловых атоллов вокруг главного острова этой группы и рифов Туббатаха. Проливы между островами, соединяющие море Сулу с другими, узкие и неглубокие. Максимальная глубина пролива Миндоро, соединяющего моря Сулу и Южно-Китайское, всего около 450 м. Проливы, соединяющие Сулу с морями Сулавеси и Минданао, ещё мельче. Узость и мелководность проливов ограничивает объёмы водообмена с соседними морями.
Солёность колеблется в пределах 32,5-33,5‰. Температура поверхностных 27—28 °C, на глубинах свыше 400 м температура и солёность однородная круглый год, около 10 °C и 34,5 ‰. Приливы неправильные полусуточные, высотой 1—2 м.
Сулу расположено в муссонной зоне субэкваториального пояса. Летом погоду определяет северо-восточный муссон, несущий экваториальные воздушные массы, а зимой — юго-западный муссон и тропические воздушные массы. Муссонные ветры определяют циркуляцию поверхностных вод, меняющую направление в соответствии с сезоном. Погода во все сезоны жаркая, влажная, с количеством осадков, превышающим объём испарения. Температура воздуха мало меняется на протяжении года, составляя 26—27 °C в феврале и 27—28 °C в августе. Вызываемое муссонными ветрами волнение достигает высоты 1 м в зимний сезон и 0,7 м летом. На севере акватории бывают тайфуны с ураганной силой ветра. Осадки выпадают с мая до декабрь.
У побережья на некоторых островах распространены мангровые леса. Атолл Туббатаха является охраняемым морским заповедником и с 1993 года имеет статус объекта Всемирного наследия ЮНЕСКО.

## Экономика
Среди жителей побережья развито рыболовство, добываются трепанги, яйца черепах, жемчуг, перламутр. В большом объёме осуществляются межостровные торговые перевозки. Главные порты моря Сулу — Илоило (остров Панай), Замбоанга (остров Минданао), Сандакан (остров Калимантан) и Пуэрто-Принсеса (остров Палаван). Рифы моря Зулу пользуются популярностью среди любителей подводного плавания во всём мире.